# Kim Aas
Kim Aas Christensen (født 15. juni 1970 i Faaborg) er en dansk lærer og politiker. Han har været medlem af Folketinget for Socialdemokratiet siden 2022 og kommunalbestyrelsesmedlem i Faaborg-Midtfyn Kommune siden 2013. Han har orlov fra byrådet mens han er i Folketinget.

## Opvækst, uddannelse og erhverv
Kim Aas er født i Faaborg i 1970 og er søn af værkfører Gustav Aas Christensen og hjemmegående Margit Østergaard Christensen. Han læste til bachelor i teologi på Aarhus Universitet 1992-1999 og blev uddannet lærer på Skaarup Seminarium 2001-2005.
Han var folkeskolelærer på Carl Nielsen Skolen i Nørre Lyndelse 2005-2016 og så friskolelærer på Nr. Lyndelse Friskole 2016-2017. Aas blev ansat i Faaborg-Midtfyn Kommune i 2017 og var ungdomsskolekoordinator til 2018 hvorefter han var SSP-konsulent til 2022.

## Politisk karriere
Kim Aas har været medlem af kommunalbestyrelsen i Faaborg-Midtfyn Kommune fra 2013. Han var formand for Opvækst- og Læringsudvalget 2017-2021 og formand for Arbejdsmarkedsudvalget fra 2021. Aas har orlov fra byrådet mens han er i Folketinget.
Aas blev Socialdemokratiets folketingskandidat i Fåborgkredsen i 2014. Han blev valgt til Folketinget ved valget 1. november 2022 og er sit partis kirkeordfører fra 2022. Forinden havde han været barselsvikar for Tanja Larsson fra 25. oktober 2021 til 1. januar 2022.
Kim Aas har flere bestyrelsesposter, blandt andet i Kræftens Bekæmpelse fra 2017 og Ringe Boldklub fra 2020.

## Privat
Kim Aas bor i Ringe og er samboende med Lene Pedersen.